# Glen of Aherlow
Glen of Aherlow är en dal i republiken Irland.   Den ligger i grevskapet Tipperary och provinsen Munster, i den centrala delen av landet, 160 km sydväst om huvudstaden Dublin.